# 노헌용
노헌용(盧憲容, 1866년 ~ ?)은 일제강점기의 천도교 지도자이며 3·1 운동에 참가했다.
황해도 곡산에서 출생했다.
1919년 3·1 운동이 일어났을 때 민족대표 48인 중 한 명으로 참가하였다. 노헌용은 당시 천도교의 재정을 담당한 간부인 중앙총부 금융관장으로 일하고 있었다. 이 운동을 주도한 전 교주 손병희의 요청에 따라 천도교 공금을 독립 운동 자금으로 제공했다. 이 사건으로 체포되었으나, 이듬해 무죄를 선고 받고 풀려났다.

## 가족
- 아들 : 노재석(盧載錫)
  - 손자 : 노수현(盧壽鉉, 1899~1978), 동양화가 (노헌용의 아들이 일찍 사망하여 어릴때부터 직접 양육)

## 참고자료
- 대한민국 문화관광부 이뮤지엄, 노수현의 난석도 상세설명